# Марк Инстей Вифиник
Марк Инсте́й Вифи́ник (лат. Marcus Insteius Bithynicus; умер, по одной из версий, в 186 году) — римский государственный и политический деятель, консул-суффект 162 года.

## Биография
О происхождении Вифиника нет никаких сведений. В эпоху правления императора Антонина Пия он вошёл в состав жреческой коллегии арвальских братьев. В 162 году Вифиник занимал должность консула-суффекта вместе с Децимом Фонтеем Фронтинианом Луцием Стертинием Руфом. Предположительно, он был магистром коллегии арвальских братьев. По одной из версий, Вифиник скончался в 186 году.